# Oxford (Pennsylvanie)
Oxford est un borough situé au sud-ouest du comté de Chester, en Pennsylvanie, aux États-Unis,. En 2010, il comptait une population de 5 077 habitants. Il est incorporé le 8 avril 1833.

## Démographie
Lors du recensement de 2010, le borough comptait une population de 5 077 habitants. Elle est estimée, en 2019, à 5 490 habitants.

### Source de la traduction
- (en) Cet article est partiellement ou en totalité issu de l’article de Wikipédia en anglais intitulé « Oxford, Pennsylvania » (voir la liste des auteurs).